# Sylvia Kersenbaum
Sylvia Kersenbaum est une pianiste argentine, née à Buenos Aires le 27 décembre 1941. 
Ses dons pour le piano la conduisent à intégrer dès l'âge de huit ans le Conservatoire de sa ville natale, dans la classe d'Esperanza Lothringer (1953-1956) puis de Vincenzo Scaramuzza (1956-1966). À l'âge de 15 ans, elle obtient le 1er prix de la Radio Argentine. 
En 1966, à l'âge de 21 ans, elle se rend en Italie pour étudier à l'Académie musicale Chigiana de Sienne (1966-1967). 
En 1968, elle travaille avec Guido Agosti à l'Académie nationale de Sainte-Cécile de Rome. Elle devient ensuite l'élève de Nikita Magalov au Conservatoire de Genève puis de Hans Graf à Vienne (Autriche). 
Elle débute alors une carrière internationale et enregistre plusieurs disques, notamment en France. 
En 1976, elle est nommée professeur à l'Université Western Kentucky aux États-Unis,,,